# Епархия Кофоридуа
 Епархия Кофоридуа (лат.  Dioecesis Koforiduana) — епархия Римско-Католической Церкви c центром в городе Кофоридуа, Гана. Епархия Кофоридуа входит в архиепархию Аккры.

## История
6 июля 1992 года Римский папа Иоанн Павел II учредил буллой «Quod iusta» епархию Кофоридуа, выделив её из епархии Аккры (сегодня — архиепархия). 12 июня 2007 года епархия Кофоридуа уступила часть своей территории Апостольской префектуре Донкоркрома (сегодня — Апостольский викариат Донкоркрома).

## Ординарии епархии
- епископ Gabriel Charles Palmer-Buckle (6.07.1992 — 30.03.2005)
- епископ Joseph Kwaku Afrifah-Agyekum (12.04.2006 — по настоящее время)

## Источник
- Annuario Pontificio, Ватикан, 2005
- Булла  Quod iusta  (лат.)